# Sécurité des systèmes d'information
Ne doit pas être confondu avec Sécurité de l'information ou Cybersécurité.
 (décembre 2018).
- Si vous ne connaissez pas le sujet, laissez ce bandeau (vous pouvez alors contacter les auteurs).
- Si vous supprimez le contenu mis en cause (vous pouvez préalablement contacter les auteurs),

argumentez précisément cette suppression dans la page de discussion
(un manque de référence n'est pas un argument ; une recherche réelle de référence doit avoir été effectuée, être formellement documentée).
 (janvier 2023).

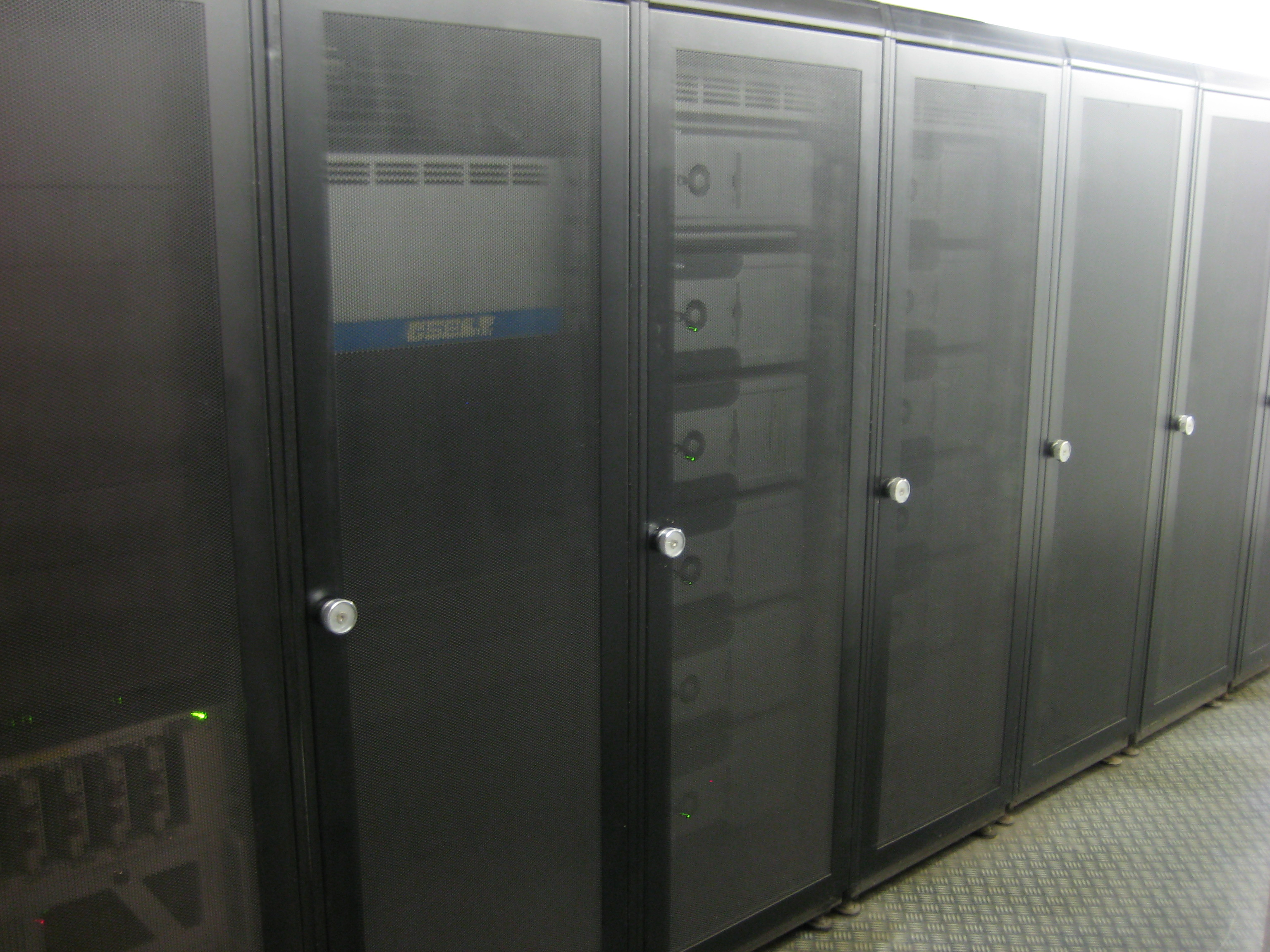
Centre de données du fournisseur d'accès CyberBunker.

La sécurité des systèmes d’information (SSI), est l’ensemble des moyens techniques, organisationnels, juridiques et humains nécessaires à la mise en place de moyens visant à empêcher l'utilisation non autorisée, le mauvais usage, la modification ou le détournement du système d'information. Assurer la sécurité du système d'information est une activité du management du système d'information.
La sécurité est un enjeu majeur pour les entreprises. Elle n'est plus confinée uniquement au rôle de l’informaticien. Sa finalité à long terme est de maintenir la confiance des utilisateurs et des clients. La finalité à moyen terme est la cohérence de l’ensemble du système d’information. À court terme, l’objectif est que chacun ait accès aux informations dont il a besoin.
Une des méthodes les plus connues traitant de l'analyse des risques SSI est la méthode EBIOS Risk Manager. Une des normes les plus connues traitant des systèmes de management de la sécurité de l'information (SMSI) est l’ISO/CEI 27001 (créée en 2005) qui insiste sur la triade disponibilité, intégrité et confidentialité, tout en imposant une démarche d'amélioration continue.

## Histoire
Les responsables de systèmes d'information se préoccupent depuis longtemps de sécuriser les données. Le cas le plus répandu, et sans aucun doute précurseur en matière de sécurité de l'information, reste la sécurisation de l'information stratégique et militaire. Le Department of Defense (DoD) des États-Unis est à l'origine du TCSEC, ouvrage de référence en la matière. De même, le principe de sécurité multi-niveau trouve ses origines dans les recherches de résolution des problèmes de sécurité de l'information militaire. La défense en profondeur, tout droit sorti d'une pratique militaire ancienne, et toujours d'actualité aujourd'hui (principe promu par l'ANSSI dès 2001). Cette pratique consiste à sécuriser chaque sous-ensemble d'un système.
Les conséquences d'une mauvaise sécurisation peuvent concerner les organisations, mais aussi la vie privée d'une ou plusieurs personnes, notamment par la diffusion d'informations confidentielles comme leurs coordonnées bancaires, leurs situations patrimoniales, leurs codes confidentiels, etc. De manière générale, la préservation des données relatives aux personnes fait l'objet d'obligations légales régies par la Loi Informatique et Libertés. Plus récemment le Parlement européen et le Conseil de l’Union européenne ont adopté en juillet 2016 la directive Network and Information Security (NIS), afin d'améliorer la sécurité des systèmes d'information européen (voir site web de l'ENISA).
La CNIL propose un cadre opérationnel pour sécuriser les données à caractère personnel, en lien avec les exigences du RGPD, notamment à travers son guide de la sécurité des données personnelles.
Il est généralement admis que la sécurité ne peut être garantie à 100 % et requiert donc le plus souvent la mobilisation d'une panoplie de mesures pour réduire les chances de pénétration des systèmes d'information.
La réglementation européenne Digital Operational Resilience Act qui impose des contraintes de sécurité importantes aux entreprises du secteur financier s'applique à partir de janvier 2025.

## Objectifs
« Le système d'information représente un patrimoine essentiel de l'organisation, qu'il convient de protéger. La sécurité informatique consiste à garantir que les ressources matérielles ou logicielles d'une organisation sont uniquement utilisées dans le cadre prévu ».
Selon le rapport annuel Data Breach Investigations Report publié par Verizon en 2023, la majorité des incidents de sécurité identifiés dans les organisations impliquent des atteintes à la confidentialité, à l'intégrité ou à la disponibilité des données, souvent en lien avec des erreurs humaines ou des compromissions d’identifiants.
La sécurité des systèmes d'information vise les objectifs suivants (C.A.I.D.) :
1. Confidentialité : seules les personnes autorisées peuvent avoir accès aux informations qui leur sont destinées (notions de droits ou permissions). Tout accès indésirable doit être empêché.
2. Authenticité : les utilisateurs doivent prouver leur identité par l'usage de code d'accès. Il ne faut pas mélanger identification et authentification : dans le premier cas, l'utilisateur n'est reconnu que par son identifiant public, tandis que dans le deuxième cas, il doit fournir un mot de passe ou un élément que lui-seul connaît (secret). Mettre en correspondance un identifiant public avec un secret est le mécanisme permettant de garantir l'authenticité de l'identifiant. Cela permet de gérer les droits d'accès aux ressources concernées et maintenir la confiance dans les relations d'échange.
3. Intégrité : les données doivent être celles que l'on attend, et ne doivent pas être altérées de façon fortuite, illicite ou malveillante. En clair, les éléments considérés doivent être exacts et complets. Cet objectif utilise généralement des méthodes de calcul de checksum ou de hachage.
4. Disponibilité : l'accès aux ressources du système d'information doit être permanent et sans faille durant les plages d'utilisation prévues. Les services et ressources sont accessibles rapidement et régulièrement.

D'autres aspects peuvent aussi être considérés comme des objectifs de la sécurité des systèmes d'information, tels que :
1. La traçabilité (ou « preuve ») : garantie que les accès et tentatives d'accès aux éléments considérés sont tracés et que ces traces sont conservées et exploitables.
2. La non-répudiation et l'imputation : aucun utilisateur ne doit pouvoir contester les opérations qu'il a réalisées dans le cadre de ses actions autorisées et aucun tiers ne doit pouvoir s'attribuer les actions d'un autre utilisateur.

Une fois les objectifs de la sécurisation déterminés, les risques pesant sur chacun de ces éléments peuvent être estimés en fonction des menaces. Le niveau global de sécurité des systèmes d'information est défini par le niveau de sécurité du maillon le plus faible. Les précautions et contre-mesures doivent être envisagées en fonction des vulnérabilités propres au contexte auquel le système d'information est censé apporter service et appui.
Il faut pour cela estimer :
- La gravité des conséquences au cas où les risques se réaliseraient ;
- La vraisemblance des risques (ou leur potentialité, ou encore leur probabilité d'occurrence).

## Démarche générale
Pour sécuriser les systèmes d'information, la démarche adopte une spirale évolutive régulière : la fin d'un cycle entraîne le début d'un nouveau, comme dans la roue de Deming. En sécurité cela consiste à :
- évaluer les risques et leur criticité :quels risques et quelles menaces, sur quelles données et quelles activités, avec quelles conséquences ? 
 On parle de « cartographie des risques ». De la qualité de cette cartographie dépend la qualité de la sécurité qui va être mise en œuvre.
- rechercher et sélectionner les parades :que va-t-on sécuriser, quand et comment ? 
 Étape difficile des choix de sécurité : dans un contexte de ressources limitées (en temps, en compétences et en argent), seules certaines solutions pourront être mises en œuvre.
- mettre en œuvre les protections et vérifier leur efficacité :C'est l'aboutissement de la phase d'analyse et là que commence la protection du système d'information. Une faiblesse fréquente de cette phase est d'omettre de vérifier que les protections sont bien efficaces (tests de fonctionnement en mode dégradé, tests de reprise de données, tests d'attaque malveillante, etc.).

## Approche par phases

### Phaseplan: Planification de la démarche de sécurisation des systèmes d'information

#### Étape 1: Périmètre et Politique
Il est important de prendre en compte les actifs ayant de la valeur en définissant un périmètre du système de management du système d’information. Il peut être orienté sur l’ensemble de l’entreprise, sur un site précis, sur un service en fonction de la stratégie de l’entreprise. Le capital intellectuel des entreprises intègre des informations sensibles, ce patrimoine informationnel doit être protégé. L’entreprise doit donc mettre en place une politique de sécurité des systèmes d’information, de sécurité des données, et des mécanismes d’identification. De plus, il faut définir une politique du SMSI, qui est l’engagement de l’entreprise sur un certain nombre de points en matière de sécurité. Ces deux points forment la pierre angulaire du SMSI, dans le but d’établir la norme ISO/CEI 27001 et ainsi d’apporter la confiance aux parties prenantes.

#### Étape 2: Évaluation des risques
Tenter de sécuriser un système d'information revient à essayer de se protéger contre les menaces intentionnelles et d'une manière plus générale contre tous les risques pouvant avoir une influence sur la sécurité de celui-ci ou des informations qu'il traite.

##### Méthode d'analyse des risques
Différentes méthodes d'analyse des risques sur le système d'information existent. Voici les méthodes d’appréciation des risques les plus courantes :
En France, la première méthode développée a été Marion. Aujourd’hui, elle a été remplacée, même si certaines entreprises ont conservé ce modèle initial, par la méthode Méhari (Méthode harmonisée d'analyse des risques) développée par le CLUSIF, et par la méthode EBIOS (Expression des besoins et identification des objectifs de sécurité) développée par l'Agence nationale de la sécurité des systèmes d'information (ANSSI).
En Angleterre, Cramm est une méthode d'analyse des risques développée par l'organisation du gouvernement britannique ACTC (Agence centrale de communication et des télécommunications). C’est la méthode d'analyse des risques préférée par le gouvernement britannique, mais elle est également utilisée par beaucoup d’autres pays.
Les États-Unis utilisent OCTAVE (Operationally Critical Threat, Asset, and Vulnerability Evaluation), développée par l'Université de Carnegie Mellon.
Aux États-Unis, le NIST propose des méthodes complémentaires comme le cadre SP 800-30 pour l'évaluation des risques, très utilisé dans les infrastructures critiques.
À l'international, on utilise ISO/CEI 27005, qui est une norme internationale répondant point par point aux exigences de la certification ISO/CEI 27001. C’est la norme la plus récente, de plus elle est facilement applicable car pragmatique.
| Méthode          | Auteur                | Pays          |
| ---------------- | --------------------- | ------------- |
| Risk Assessment  | Platinum squared      | Royaume-Uni   |
| Afhankelijkheids | Ministère néerlandais | Pays-Bas      |
| ISAMM            | Evosec                | Belgique      |
| IT-Grundschutz   | BSI                   | Allemagne     |
| Magerit          | Ministère espagnol    | Espagne       |
| Migra            | AMTEC/ElsagDatamat    | Italie        |
| SP 800-30        | NIST                  | USA           |
| ISO 17799        | ISO                   | International |
| ISO 13335        | ISO                   | International |
| ISO 14408        | ISO                   | International |

Même si le but de ces méthodes est identique, les termes et les expressions utilisés peuvent varier. Celles citées ci-dessus sont globalement inspirées des méthodes EBIOS, Feros, ainsi que de la méthode d'audit MASSIA (Méthode d’Audit de la Sécurité des Systèmes d’Information de l’Armement) -première méthode d'audit employée au Ministères de la Défense dès 1994 (donc bien avant les autres méthodes notamment ISO apparues à partir des années 2000).
Paradoxalement, dans les entreprises, la définition d'indicateurs « sécurité du SI » mesurables, pertinents et permettant de définir ensuite des objectifs dans un temps raisonnable, s'avère délicate. Pour mesurer la performance on peut désigner comme indicateurs les états d'installation d'outils ou de procédures, mais les indicateurs de résultats sont plus complexes à définir et à apprécier, par exemple ceux concernant les « alertes virales »[évasif].

##### Identifier lesactifs
Cela consiste à faire une liste de tous les éléments importants en matière d’information au sein du périmètre SMSI. Il existe différents types d'actifs :
1. matériel
2. physique
3. logiciel
4. humain
5. documents
6. immatériels

Pour l’identification des actifs, trois problèmes se posent :
1. Le niveau de granularité : plus la notion de granularité est élevée plus la notion d’actif est large.
2. Lister le plus important : le but n’est pas de faire une liste exhaustive d’actifs mais de recenser les plus importants d’entre eux.
3. Ne pas confondre les actifs avec les actifs d’information : un actif est un élément qui possède de la valeur pour l’entreprise, alors qu'un actif d’information est ce qui possède de l’importance en matière d’information.

Il est aujourd'hui indispensable de disposer de plans de sécurisation de l'activité pour en assurer la continuité et la reprise si un sinistre survient (Plan de reprise d'activité). Ces plans tentent de minimiser les pertes de données et d’accroître la réactivité en cas de sinistre majeur. Un plan de continuité d'activité efficace est quasi-transparent pour les utilisateurs, et garantit l'intégrité des données sans aucune perte d'information.

##### Identifier les personnes responsables
C’est la personne responsable d’un bien qui en répond. Il s’agit en général de celle qui connaît le mieux la valeur et les conséquences de disponibilité, d’intégrité et de confidentialité de l’actif. Dans une entreprise c’est généralement le responsable de la sécurité des systèmes d’information qui connaît le mieux les actifs de l’information.

##### Identifier lesvulnérabilités
Chaque actif recensé présente des vulnérabilités, c’est une propriété intrinsèque du bien qui l’expose à des menaces.

##### Identifier et modéliser les menaces
Les vulnérabilités précédemment identifiées exposent les biens à des menaces. La norme ISO/CEI 27001 impose l’identification des menaces pour tous les biens recensés.
Les principales menaces auxquelles un système d’information peut être confronté sont :
1. un utilisateur du système : l'énorme majorité des problèmes liés à la sécurité d'un système d'information a pour origine un utilisateur, généralement insouciant. Il n'a pas le désir de porter atteinte à l'intégrité du système sur lequel il travaille, mais son comportement favorise le danger ;
2. une personne malveillante : une personne parvient à s'introduire sur le système, légitimement ou non, et à accéder ensuite à des données ou à des programmes auxquels elle n'est pas censée avoir accès. Le cas fréquent est de passer par des logiciels utilisés au sein du système, mais mal sécurisés. Le Shoulder surfing est également une faille.
3. un programme malveillant : un logiciel destiné à nuire ou à abuser des ressources du système est installé (par mégarde ou par malveillance) sur le système, ouvrant la porte à des intrusions ou modifiant les données ; des données confidentielles peuvent être collectées à l'insu de l'utilisateur et être réutilisées à des fins malveillantes ;
4. un sinistre (vol, incendie, dégât des eaux) : une mauvaise manipulation ou une malveillance entraînant une perte de matériel et/ou de données.

##### Identifier les conséquences
La norme ISO 27001 oblige l’évaluation de conséquences ; tel que : la perte de confidentialité, de disponibilité ou d’intégrité. Cela revient à donner une note en trois dimensions (confidentialité ; disponibilité et intégrité), selon des critères définis, pour chaque actif.

##### Identifier les dommages
Quatre types de dommages peuvent affecter le système d'information d'une organisation:
1. Les dommages financiers :
  1. Sous forme de dommages directs, c'est l'action de reconstituer des bases de données qui ont disparu, de reconfigurer un parc de postes informatiques ou de réécrire une application,
  2. Sous la forme de dommages indirects, c'est le dédommagement des victimes d'un piratage, le vol d'un secret de fabrication ou la perte de marchés commerciaux ;
2. La perte de l'image de marque :
  1. Perte directe par la publicité négative faite autour d'une sécurité insuffisante tel que l'hameçonnage,
  2. Perte indirecte par la baisse de confiance du public dans une société, par exemple, les techniques répandues de défacement ;
3. Les dommages réglementaires :
  1. L'indisponibilité d'un systèmes d'informations peut mettre en défaut l'entité devant ses obligations légales et juridiques ;
4. Les dommages écologiques et/ou Sanitaires :
  1. La défaillance d'un système peut provoquer des catastrophes écologiques (ex. : AZF, marées noires, etc.),
  2. La défaillance d'un système peut provoquer des dégâts sanitaires (ex. : les centrales nucléaires, etc.).

##### Évaluer lavraisemblance
Il s’agit de remettre le bien d’information dans son contexte environnemental et donc de prendre en compte les mesures qui sont déjà mises en place (ex. : si un fichier client est déjà chiffré, alors la vraisemblance de voir sa confidentialité compromise est limitée). Il est possible d’évaluer la notion de vraisemblance par une note sur une échelle de 1 à 5.

##### Estimer les niveaux de risque
L’attribution d’une note finale reflétera le niveau de risque réel tout en tenant compte des éléments ci-dessus. La norme ISO 27001 n’impose aucune formule c’est donc à l’implémenteur de la choisir. Il peut s’agir d’une note allant de 0 à 100 ou d’un code couleur.

#### Étape 3: Traiter le risque et identifier le risque résiduel
L’entreprise peut traiter les risques identifiés de 4 façons :
Accepter le risquesolution ponctuelle lorsque la survenance du risque entraîne des répercussions acceptables pour l’entreprise.
Éviter le risquesolution lorsque les conséquences d’une attaque sont jugées trop périlleuses pour l’entreprise.
Transférer le risquesolution quand l’entreprise ne peut pas faire face au risque par ses propres moyens (souscription d’une assurance ou contrat de sous-traitance).
Réduire le risquesolution pour rendre le risque acceptable.
Enfin, il ne faut pas oublier de prendre en compte les « Risques résiduels » qui persistent après la mise en place de l’ensemble des mesures de sécurité. Il faut prendre des mesures complémentaires de protection pour rendre ces risques acceptables.

#### Étape 4: Sélectionner les mesures à mettre en place (Annexe A à ISO/CEI 27001)
L'implémentation de la norme ISO2/CEI 27001 se déroule généralement en cinq phases complémentaires:
- Phase 1 Réunion de lancement : cette réunion sert à cadrer la prestation et à présenter la démarche des consultants.
- Phase 2 Entretiens : rencontres avec les différents responsables des services clé de l'entreprise dans le but de faire le point sur leur niveau de conformité avec la norme ISO/CEI 27001.
- Phase 3 Prise de connaissance de la documentation : documents de la politique générale (politique de sécurité, charte utilisateurs, etc.), documents de politique spécifiques (mots de passe, accès distant et procédure).
- Phase 4 Rédaction du rapport : rapport tenant compte de tous les éléments obtenus lors des phases précédentes.
- Phase 5 Présentation des résultats : réunion au cours de laquelle les points suivants sont traités ; rappel synthétique des points clé, présentation du plan de mise en conformité ISO/CEI 27001 et discussion.

### Phasedo: Mise en place des objectifs

#### Plan de traitement des risques
L’étape de planification identifie les mesures à prendre dans l’organisation, mais ne permet pas de les mettre en place concrètement. Il faut les organiser, sélectionner les moyens nécessaires et définir les responsabilités en établissant un plan de traitement des risques. Cette étape relève de la gestion de projet.

#### Déployer les mesures de sécurité
De nombreux moyens techniques peuvent être mis en œuvre pour assurer une sécurité du système d'information. Il convient de choisir les moyens nécessaires, suffisants, et justes. Voici une liste non exhaustive de moyens techniques pouvant répondre à certains besoins en matière de sécurité du système d'information :
1. Contrôle des accès au système d'information ;
2. Surveillance du réseau : sniffer, système de détection d'intrusion ;
3. Sécurité applicative : séparation des privilèges, audit de code, rétro-ingénierie ;
4. Emploi de technologies ad hoc : pare-feu, UTM, anti-logiciels malveillants (antivirus, anti-spam, anti-logiciel espion) ;
5. Cryptographie : authentification forte, infrastructure à clés publiques, chiffrement.
6. Plan de continuité d'activité : sauvegarde et restauration de données, Plan de Reprise d'activité.

#### Générer des indicateurs
Une des nouveautés de la norme ISO/CEI 27001 est d’exiger une vérification régulière de la sécurité. Le responsable doit choisir des indicateurs qui permettent de mesurer sa fiabilité. Ils peuvent être de deux sortes :
1. indicateurs de performance : ils mesurent l’efficacité des mesures ;
2. indicateurs de conformité : ils mesurent l’adéquation des mesures aux normes.

#### Former et sensibiliser le personnel
L’information du personnel est primordiale dans la réussite d’un projet de sécurisation du SI, pour qu’il en comprenne l’utilité et sache l’appliquer. Une bonne pratique est donc de sensibiliser l’ensemble du personnel aux enjeux de la sécurité informatique pour leur organisation, de manière généraliste. Cette explication doit rappeler les engagements de l’organisation, et donner des exemples très pratiques et des procédures internes pour éviter les incidents les plus habituels. Les employés directement concernés par la sécurité informatique doivent être formés pour qu’ils sachent utiliser correctement les outils.
Une formation incluant l’inoculation psychologique contre les techniques d’ingénierie sociale, permet aux gens de résister aux tentations de s’écarter des procédures et des principes de sécurité.

#### Gérer le SMSI au quotidien
La norme ISO/CEI 27001 n’impose pas seulement de mettre en place un système de sécurité, mais aussi de prouver son efficacité. Les entreprises doivent donc gérer correctement leurs ressources et développer la traçabilité.

#### Détection et réaction rapide des incidents
Cette phase repose sur la théorie de time-based security. Le principe est de prendre en compte le délai nécessaire pour qu’une attaque contre la sécurité réussisse. Pendant ce laps de temps, l’entreprise doit être capable de détecter la menace et de la contrer, avec une marge de sécurité supplémentaire.

### Phasecheck: Mise en place de moyens de contrôle
Il doit y avoir des moyens de contrôle pour surveiller l’efficacité du SMSI ainsi que sa conformité.
Il existe des outils pour vérifier cela comme :
Les audits internes : Audit planifié longtemps en avance et faisant appel à des auditeurs.
Le contrôle interne : Contrôle en permanence au sein de l’organisation, pour vérifier que chacun applique les procédures au quotidien.
Les réexamens : Prendre du recul pour mettre en adéquation le SMSI et son environnement.
On peut s’aider de :
- COBIT : permet l’analyse des risques et le contrôle des investissements
- ITIL : l’objectif est de favoriser l’efficacité des affaires dans l’utilisation du SI dans le but de satisfaire les demandes d’organisation pour réduire les coûts tout en maintenant ou améliorant les services informatiques
- ISO/CEI 27007 : lignes directrices pour aider les auditeurs internes ou externes à contrôler si le SMSI est correctement développé.

### Phaseact: Mise en place d'actions
Après la mise en lumière de dysfonctionnements grâce à la phase Check, il est important de les analyser et de mettre en place des :
- Actions correctives : Il faut agir sur le dysfonctionnement et en supprimer les effets.
- Actions préventives : On agit avant que le dysfonctionnement ne se produise.
- Actions d'amélioration : On améliore les performances d’un processus.